# Spółgłoska szczelinowa zadziąsłowa dźwięczna
Spółgłoska szczelinowa zadziąsłowa dźwięczna – rodzaj dźwięku spółgłoskowego występujący w językach naturalnych. W międzynarodowej transkrypcji fonetycznej IPA oznaczana jest symbolem: [ʒ]

## Artykulacja
W czasie artykulacji podstawowego wariantu [ʒ]:
- modulowany jest prąd powietrza wydychanego z płuc, czyli jest to spółgłoska płucna egresywna
- tylna część podniebienia miękkiego zamyka dostęp do jamy nosowej, powietrze uchodzi przez jamę ustną (spółgłoska ustna)
- prąd powietrza w jamie ustnej przepływa ponad całym językiem lub przynajmniej uchodzi wzdłuż środkowej linii języka (spółgłoska środkowa)
- koniuszek języka i jego brzeżek kontaktuje się tuż za górnymi dziąsłami, tworząc szczelinę
- więzadła głosowe periodycznie drgają – jest to spółgłoska dźwięczna

### Warianty
- wzniesienie środkowej części grzbietu języka w stronę podniebienia twardego, mówimy wtedy o spółgłosce zmiękczonej (spalatalizowanej): [ʒʲ]
- wzniesienie tylnej części grzbietu języka w kierunku podniebienia tylnego, mówimy spółgłosce welaryzowanej: [ʒˠ]
- napięcie mięśni gardła – mówimy o spółgłosce faryngalizowanej: [ʒˁ]
- zaokrąglenie warg, mówimy wtedy o spółgłosce labializowanej [ʒʷ]

### Terminologia
Spółgłoskę [ʒ] zaliczamy do spółgłosek syczących czyli sybilantów.

## Przykłady
- w języku czeczeńskim: жий/ƶiy [ʒi:] "owce"
- w języku francuskim: jour [ʒuʀ] "dzień"
- w języku nawaho: łizh [ɬiʒ] "mocz"
- w języku tureckim: jale [ʒa'le] "rosa"